# Ларреа, Педро
Пе́дро Себастья́н Ларре́а Арелья́но (исп. Pedro Sebastián Larrea Arellano; 21 мая 1986, Лоха) — эквадорский футболист, центральный полузащитник клуба «Эль Насьональ» (в аренде из ЛДУ Лоха) и национальной сборной Эквадора.

## Биография
Ларреа начал профессиональную карьеру в ЛДУ Кито, воспитанником которого он является, в 2003 году. Он выступает на позиции центрального полузащитника. До 2005 года проводил за основу считанное число матчей, но с 2006 постепенно стал получать больше игрового времени. Долгое время был дублёром Патрисио Уррутии. В 2006—2008 гг. проводил порядка двух десятков матчей за сезон.
В 2008 году Ларреа стал частью команды, выигравшей Кубок Либертадорес. Сам футболист принял участие в трёх матчах турнира. В конце года он принял участие в клубном чемпионате мира, дважды выходя на замену в концовках встреч полуфинала (против «Пачуки») и финала (против «Манчестер Юнайтед») турнира.
В 2009 году Ларреа стал получать ещё больше игрового времени. Он впервые забил гол в рамках чемпионата Эквадора — великолепный удар с 30 метров, принесший ЛДУ ничью в матче с «Эмелеком» (1:1), был признан голом тура изданием «El Comercio».
В конце 2009 года Ларреа выиграл очередной международный трофей с ЛДУ — Южноамериканский кубок. Футболист вышел на замену Вальтеру Кальдерону на 27 минуте ответного финального матча турнира. При этом, Ларреа до конца матча не доиграл, а был заменён на 84-й минуте из тактических соображений, поскольку команда к тому моменту проигрывая со счётом 0:3, играла вдевятером. Впрочем, этот результат не изменился и победа в домашнем матче 5:1 позволила эквадорцам праздновать успех над бразильским «Флуминенсе».
В 2010 году Ларреа покинул ЛДУ Кито — сначала он выступал на правах аренды в «Макаре», в следующем году перешёл в гуаякильскую «Барселону», а в 2012 году — в ЛДУ Лоха. В том же году он был избран капитаном команды, которая впервые в своей истории пробилась в международные кубки (Южноамериканский кубок 2012). 21 января 2016 года Ларреа отправился в годичную аренду в «Эль Насьональ».
Ларреа вызывался в состав сборной Эквадора на матчи Кубка Америки 2015, но провёл весь турнир на скамейке запасных. Дебютировал за сборную он 26 мая 2016 года в товарищеской игре со сборной США. Ларреа был включён в заявку сборной Эквадора на Кубок Америки 2016.

## Титулы
- Чемпион Эквадора (2): 2005 (Апертура), 2007
- Обладатель Кубка Либертадорес (1): 2008
- Обладатель Южноамериканского кубка (1): 2009
- Обладатель Рекопы (1): 2009